# 곡예

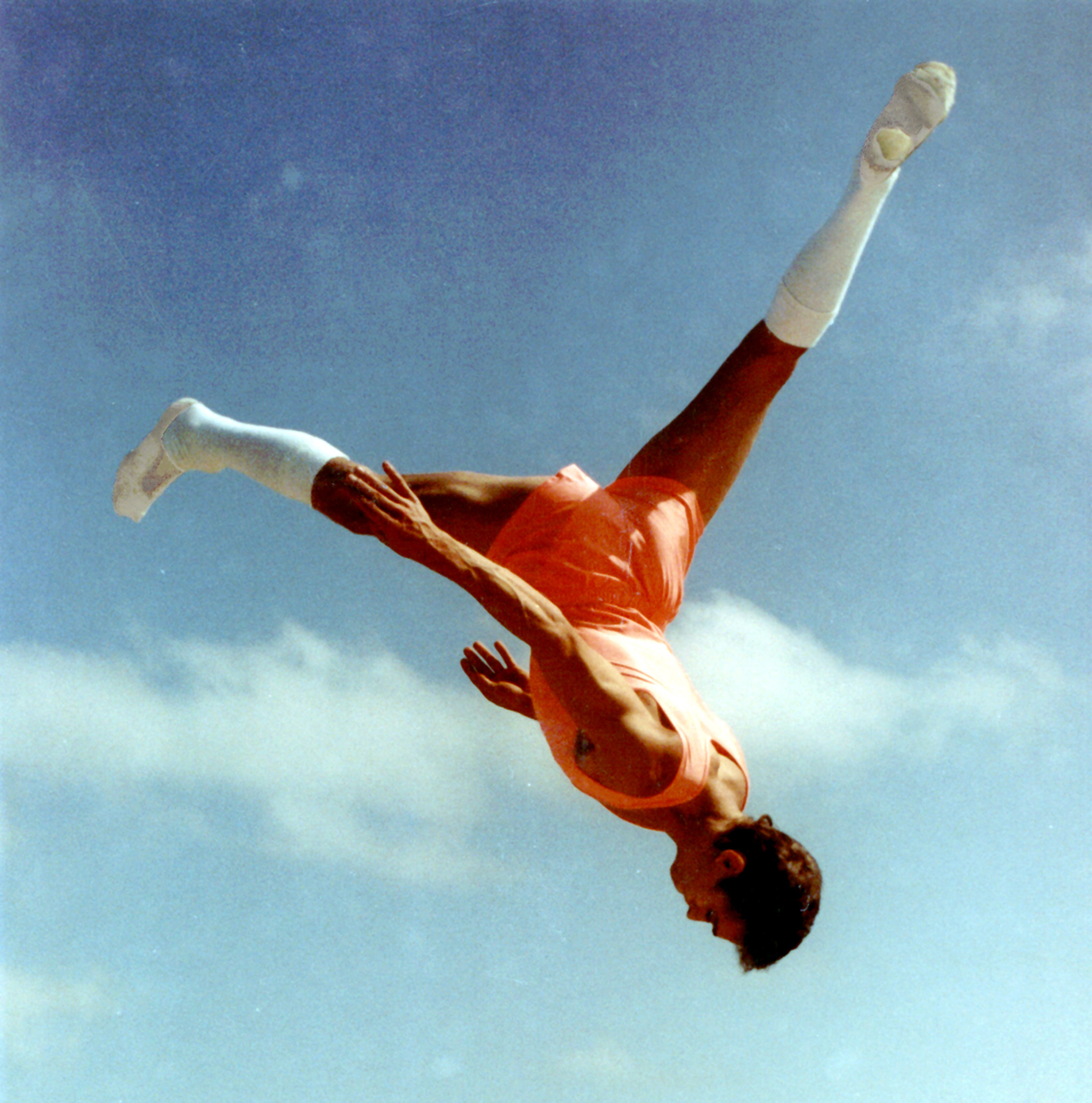
곡예의 대표적인 동작인 텀블링

곡예(曲藝, 문화어: 교예(巧藝))는 무대 예술 및 스포츠 경기로 진행되는 신체 운동이다. 균형, 민첩성 등의 고급 기술을 요하는 전신 운동을 이용한 무대 예술이나 스포츠는 모두 곡예로 볼 수 있으며, 댄스 및 다이빙 등 각종 스포츠, 때로는 종교 행위도 포함된다.

## 같이 보기
- 아크로바틱 체조